# 영동도서관
영동도서관(永同圖書館)은 대한민국 충청북도 영동군 소재의 도서관이다.

## 연혁
- 1971. 12. 10 영동도서관설치조례 제정
- 1972. 02. 01 영동군 도서관 개관
- 1991. 03. 25 영동도서관으로 명칭 변경
- 1996. 06. 14 현 위치로 신축 이전 개관
- 1998. 11. 30 국립중앙도서관지정 도 시범도서관
- 1999. 12. 01 전국문화기반시설 운영평가 도서관부문 우수상(문화관광부 장관상)
- 2002. 11. 05 전국문화기반시설 운영평가 도서관부문 우수상(문화관광부 장관상)
- 2002. 12. 27 충청북도 영동평생학습관 지정 2003.1.1 ~ 2007.12.31(5년간)
- 2003. 12. 02 디지털정보자료실 개설(2층, 84m2)
- 2007. 06. 30 시스템 냉난방기 설치
- 2007. 10. 31 장애인 엘리베이터설치(3층)
- 2008. 01. 18 영동평생학습관 지정 2008.1.1 ~ 2010.12.31(3년간)
- 2010. 06. 28 화장실 보수 및 바닥타일 교체공사
- 2010. 11. 01 가족열람실 설치

## 이용 안내
이용 시간
- 자료실(종합,아동,디지털): 09:00 ~ 22:00(평일) / 09:00 ~ 18:00(주말)
- 열람실: 08:00 ~ 22:00(매일)

휴관일안내
- 매월 첫째, 셋째 월요일
- 1월1일, 설날 및 추석 연휴
- 기타 국가지정 공휴일 및 관장이 필요하다고 인정하는 날
- 토,일요일이 공휴일과 겹치지 않을 경우 정상 개관